# مییو یوشیموتو
مییو یوشیموتو (انگلیسی: Miyu Yoshimoto؛ زادهٔ ۲۸ دسامبر ۱۹۹۶) بازیگر، و شخصیت‌های تلویزیونی در ژاپن اهل ژاپن است. وی از سال ۲۰۱۲ میلادی تاکنون مشغول فعالیت بوده‌است.